# 拉勒米河
拉勒米河（英語：Laramie River）是北普拉特河的一条支流，长约450千米，流经美国的科罗拉多州和怀俄明州。河道以法国捕猎者Jacques La Ramie命名，怀俄明州的拉勒米縣、拉勒米城等多个地名以拉勒米“Laramie”冠名。